# Zygmunt Maksymilian Gościmiński
Zygmunt Maksymilian Gościmiński herbu Bożawola – sędzia grodzki bobrownicki, poborca dobrzyński w latach 1637–1640, sekretarz królewski w 1640 roku, przysięgły protonotariusz ciechanowski w 1632 roku.
Deputat na Trybunał Główny Koronny w latach 1638/1639 z ziemi dobrzyńskiej. Poseł na sejm 1640 roku.
Był elektorem Władysława IV Wazy z ziemi ciechanowskiej.